# بئاتریکس پاتر
هلن بئاتریکس پاتر (به انگلیسی: Helen Beatrix Potter)،(زاده ۲۸ ژوئیه ۱۸۶۶ لندن – درگذشته ۲۲ دسامبر ۱۹۴۳ میلادی)، نویسندهٔ کودکان، تصویرگر و دانشمند علوم طبیعی اهل انگلیس بود.
وی ۲۳ کتاب در مجموع به تحریر درآورد که مشهورترین آن «قصه پیترخرگوشه» نام داشت که به ۳۵ زبان ترجمه و ۱۵۱ میلیون نسخه فروش داشته‌است.
فیلم سینمایی «خانم پاتر» ساخته سال ۲۰۰۶ در مورد او می‌باشد.

## زندگی
هلن بئاتریکس پاتر، در خانواده‌ای ثروتمند بزرگ شد و در کودکی بسیار تنها و منزوی زندگی کرد و به دلیل پرورش یافتن در اسکاتلند و کنار دریاچه «دیستریکت»، علاقه ویژه‌ای به این محیط سبز و وحشی داشت و همین فضا را در غالب تصویرسازی‌هایش نیز جاودان کرده‌است. وی پس از مدتی شروع به مطالعه و طراحی قارچ‌ها و جلبک‌ها کرد و این پژوهش‌ها باعث شد تا او به عنوان یک محقق قارچ‌شناس در انگلستان مورد احترام قرار گیرد. وی برای کتاب‌های کودک که دربارهٔ یک خانواده خرگوش به نام «پیتر خرگوشه» در ۲۳ جلد نوشت و در سال ۱۹۰۲ آن را منتشر کرد، از شهرتی جهانی برخوردار شد. او سال ۱۹۰۳ کتاب بعدی اش با عنوان «ماجرای نوتکین» را نوشت. پاتر نوشتن را سال ۱۹۲۰ به دلیل ضعف بینایی کم کرد. «داستان دو موش بد»، «داستان بچه گربه تام» و «داستان رابینسون خوک کوچولو» از دیگر آثار اوست.
همچین یک فیلم هم درباره ی او و نویسنده ی مشهور دیگر به نام رولد دال  پخش شده است به اسم بئاتریکس و رولد دم موش کنجکاو است. 
خلاصه ی داستان :فیلم Roald and Beatrix وقتی رولد دال ۶ ساله با بئاتریکس پاتر آشنا می شود را دنبال می کند…